# Majskij (rejon adamowski)
Majskij (ros. Майский) – osiedle w Rosji, w obwodzie orenburskim, w rejonie adamowskim. W 2010 liczyło 993 mieszkańców.